# متس مگنوسون
متس مگنوسون (انگلیسی: Mats Magnusson؛ زادهٔ ۱۰ ژوئیهٔ ۱۹۶۳) بازیکن فوتبال اهل سوئد است.
از باشگاه‌هایی که در آن بازی کرده‌است می‌توان به باشگاه فوتبال هلسینگبورگس، باشگاه فوتبال بنفیکا، باشگاه فوتبال سروت ۱۸۹۰، و باشگاه فوتبال مالمو اشاره کرد.
وی همچنین در تیم ملی فوتبال سوئد بازی کرده‌است.